# Danneel Harris
Danneel Ackles, nota anche come Danneel Harris (pseudonimi di Elta Danneel Graul) (Lafayette, 18 marzo 1979), è un'attrice statunitense.

## Biografia
Prima della carriera di attrice è stata una modella e la rivista Maxim l'ha inclusa tra le cento donne più belle del 2007, classificandola alla posizione numero 62.
Il suo ruolo più importante è stato nel film The Plight of Clownana, del cui cast fanno parte anche Riley Smith e Jensen Ackles, rispettivamente suo ex fidanzato e suo marito.
Finito di girare il film, nel 2005, partecipa a varie sit-com, come Le cose che amo di te e Joey. Dopo ruoli minori in queste serie, ottiene il ruolo di Rachel Gatina nella serie televisiva di The CW, One Tree Hill, trasmessa anche in lingua italiana da Rai 2. Durante la pausa delle riprese della serie, Danneel recita in due film: Ten Inch Hero, dove recita di nuovo al fianco di Jensen Ackles. Recita, poi, in altri film come Harold & Kumar - Due amici in fuga e Harold & Kumar Go to Amsterdam, Extreme Movie, Still Waiting..., Fired Up! - Ragazzi pon pon, Piacere, sono un po' incinta, The Roommate - Il terrore ti dorme accanto, Mardi Gras - Fuga dal college, Harold & Kumar - Un Natale da ricordare e il ritorno con la sua amica Hilarie Burton nel film natalizio Naughty or Nice. Danneel ha preso parte anche ad un episodio pilota non ordinato per diventare un telefilm: I Hate That I Love You (nel 2011).

### Vita privata
Dopo un fidanzamento di tre anni, il 15 maggio 2010 si è sposata con Jensen Ackles a Dallas: da allora ha preso il cognome del marito, diventando Danneel Ackles.
Il 30 maggio 2013 i due sono diventati genitori di una bambina di nome Justice Jay. 
Il 2 dicembre 2016 hanno avuto due gemelli, chiamati Zeppelin Bram e Arrow Rhodes.

## Filmografia

### Cinema
- The Plight of Clownana, regia di Chris Dowling - cortometraggio (2004)
- Rule Number One, regia di David Presley - cortometraggio (2005)
- Ten Inch Hero, regia di David Mackay (2007)
- Harold & Kumar - Due amici in fuga, regia di Jon Hurwitz e Hayden Schlossberg (2008)
- Harold & Kumar go to Amsterdam, regia di Jon Hurwitz e Hayden Schlossberg - cortometraggio (2008)
- Extreme Movie, regia di Adam Jay Epsten e Andrew Jacobson (2008)
- Fired Up! - Ragazzi pon pon (Fired Up!), regia di Will Gluck (2009)
- Piacere, sono un po' incinta (The Back-Up Plan), regia di Alan Poul (2010)
- The Roommate - Il terrore ti dorme accanto (The Roommate), regia di Christian E. Christiansen (2011)
- Mardi Gras - Fuga dal college (Mardi Gras: Spring Break), regia di Phil Dornfeld (2011)
- Harold & Kumar - Un Natale da ricordare (A Very Harold & Kumar 3D Christmas), regia di Todd Strauss-Schulson (2011)

### Televisione
- Una vita da vivere (One Life to Live) – soap opera, 68 episodi (2003-2004)
- Le cose che amo di te (What I Like About You) – serie TV, 4 episodi (2004)
- Joey – serie TV, episodi 1x10-1x12-1x13 (2004-2005)
- JAG - Avvocati in divisa (JAG) – serie TV, episodi 10x16-10x18 (2005)
- Streghe (Charmed) – serie TV, episodio 7x22 (2005)
- One Tree Hill – serie TV, 46 episodi (2005-2009)
- CSI: Scena del crimine (CSI: Crime Scene Investigation) – serie TV, episodio 8x02 (2007)
- How I Met Your Mother – serie TV, episodio 4x05 (2008)
- NCIS - Unità anticrimine (NCIS) – serie TV, episodio  6x14 (2009)
- Trust Me – serie TV, episodio 1x02 (2009)
- CSI: Miami – serie TV, episodio 7x16 (2009)
- Still Waiting, regia di Jeff Balis – film TV (2009)
- Amici di letto (Friends With Benefits) – serie TV, 13 episodi (2011)
- Vi presento i miei (Retired at 35) – serie TV, episodi 2x04-2x06-2x07 (2012)
- La lista di Babbo Natale (Naughty or Nice), regia di David Mackay – film TV (2012)
- Ricomincio... dai miei (How to Live with Your Parents (For the Rest of Your Life)) – serie TV, episodi 1x06-1x08 (2013)
- Baby Bootcamp, regia di Christie Will – film TV (2014)
- Supernatural – serie TV, episodi 13x13-13x18 (2018) 14x17 (2019) 15x13 (2020)
- The Christmas Contract, regia di Monika Mitchell – film TV (2018)

### Web series
- TSA America: Level Orange- (2013)

## Doppiatrici italiane
Nelle versioni in italiano delle opere in cui ha recitato, Danneel Harris è stata doppiata da:
- Emanuela D'Amico in The Roommate - Il terrore ti dorme accanto, Amici di letto
- Eleonora De Angelis in Fired Up! - Ragazzi pon pon
- Daniela Calò in Piacere, sono un po' incinta
- Domitilla D'Amico in JAG - Avvocati in divisa
- Chiara Gioncardi in Mardi Gras - Fuga dal college
- Debora Magnaghi in How I Met Your Mother
- Cinzia Villari in CSI: Miami
- Perla Liberatori in CSI - Scena del crimine
- Valentina Mari in One Tree Hill
- Federica De Bortoli in Joey
- Monica Ward in Baby Bootcamp
- Stella Musy in Supernatural